# Royal Antwerp FC
Royal Antwerp Football Club er en belgisk fodboldklub fra byen Antwerpen. Klubben spiller i den Belgiske Jupiler Pro League.
| Fodbold | Spire Denne artikel om en fodboldklub er en spire som bør udbygges. Du er velkommen til at hjælpe Wikipedia ved at udvide den. |